# Balkan (Schiff, 1883)
Die Balkan war ein 1883 in Dienst gestelltes Passagierschiff der französischen Reederei Compagnie de Navigation Fraissinet. Im Ersten Weltkrieg diente sie neben ihrem bisherigen Passagierverkehr auch als Truppentransporter, bis sie am 16. August 1918 nordwestlich von Korsika von einem deutschen U-Boot versenkt wurde. Dabei kamen von den 519 Passagieren und Besatzungsmitgliedern an Bord 417 ums Leben.

## Das Schiff
Das 1.709 BRT große Dampfschiff Balkan wurde auf der Werft A. McMillan & Sons im schottischen Dumbarton am Clyde gebaut und lief am 26. Dezember 1882 vom Stapel. Das 79,25 Meter lange und 11,13 Meter breite Schiff  hatte einen Schornstein, zwei Masten und einen einzelnen Propeller und wurde von einer zweizylindrigen Dampfmaschine angetrieben, die 231 nominale PS (nhp) leistete.
Die Balkan wurde für die 1836 von Marc Fraissinet gegründete Reederei Compagnie de Navigation Fraissinet mit Sitz in Marseille gebaut, welche einen Linienverkehr von Südfrankreich ins östliche Mittelmeer und zum Schwarzen Meer unterhielt und Häfen wie Konstantinopel, Sulina, Odessa, Warna oder Galați anlief.

## Versenkung
Am Donnerstag, dem 15. August 1918 um 9 Uhr vormittags lief die Balkan unter dem Kommando von Kapitän Jacques Antoine Giorgi in Marseille zu einer Fahrt nach Bastia auf Korsika aus. An Bord befanden sich 32 Besatzungsmitglieder und 487 Passagiere, darunter 300 französische Soldaten auf Fronturlaub. Die übrigen Reisenden waren Zivilisten, darunter viele Frauen und Kinder. Sie fuhr in einem Geleitzug mit der Pelion und der Boree, die aber kurz nach der Abfahrt wieder abdrehten.
Um 1.35 Uhr morgens am 16. August 1918 wurde die Balkan acht Seemeilen nordwestlich der Hafenstadt Calvi von einem Torpedo getroffen. Das Schiff war von dem deutschen U-Boot UB 48 unter dem Kommando von Kapitänleutnant Wolfgang Steinbauer angegriffen worden. Durch die Wucht des Einschlags knickte der Sendemast um, sodass der Funker keinen Notruf absetzen konnte. Die Balkan nahm eine schwere Schlagseite nach backbord an, bis sie vertikal im Wasser lag und nur zwei Minuten nach der Torpedierung sank (Position 42.40N, 08.39E).
417 Passagiere und Besatzungsmitglieder kamen ums Leben. 102 Menschen (12 Besatzungsmitglieder und 90 Passagiere) überlebten. Sie ruderten auf den Leuchtturm von Revellata zu, bis sie gegen 10 Uhr drei Meilen von der Küste entfernt von zwei Wasserflugzeugen gesichtet und schließlich von einem Schiff aufgenommen wurden.